# Dolores Cano Royo
Dolores Cano Royo (Vila-real, 13 de març de 1858 - Vila-real, 8 d'abril de 1925) va ser la primera llevadora amb titulació universitària de Vila-real.

## Biografia
El 1891 va obtenir el títol i es va convertir en la primera comare (matrona) amb titulació universitària de Vila-real. Va pertànyer a la primera promoció de l'Escola d'Infermeria de la Universitat de València. Una de les condicions per a ser admesa en la matrícula de comare era ser casada o viuda. Les casades havien de presentar llicències dels seus marits en què les autoritzaven per a seguir aquests estudis, i tant les unes com les altres havien de justificar, mitjançant un certificat del capellà, bona vida i costums. Dolores Cano va fer les pràctiques a la sala de maternitat de l'Hospital Provincial de València amb el metge Francesc Cantó i Blasco, introductor de les innovacions europees sobre higiene municipal al País Valencià.
Entre els múltiples avanços deguts a aquest metge i al seu equip de treball, destaca un article que va publicar el 1881, en el Butlletí de l'Institut Mèdic Valencià, en el qual s'adhereix a l'exigència de crear un Cos Municipal d'Higiene i Salubritat. A més, el doctor Cantó, després d'una visita a Suïssa, va incitar els industrials valencians perquè muntaren lleteries higièniques. També va plantejar, el 1888, la profilaxi pública i social de la sífilis, per la qual cosa es va admetre la reglamentació de la prostitució. El 1890 l'asèpsia estava adoptada en tots els centres.
Dolores era filla i neta de comares. Durant anys va ajudar a venir al món molts xiquets i xiquetes i va aconseguir reduir la mortalitat reduir les morts per postpart en aplicar els ensenyaments a l'escola d'infermeria. La mortalitat per febre puerperal va passar d'un 25% a 3'8% i posteriorment al 1'27%.
Cal destacar que en aquesta època el nivell sanitari, social i econòmic comportava que les dones pariren en males condicions i la majoria ajudades només per altres dones de la família. Tots aquests elements provocaven un alt índex de mortalitat dels nascuts i de les dones en el part i en el postpart. Gràcies a la gran tasca realitzada per les comares, que aplicaven mesures preventives, higièniques i dietètiques, es va aconseguir la progressiva reducció d'aquesta mortalitat. D'altra banda la medicina, fins a finals del segle xix, no va comptar el concurs de la microbiologia. La infecció s'explicava com un càstig diví, segons la qual els efluvis miasmàtics produïen les malalties.